# Luciano Mariz Maia
Luciano Mariz Maia (Pombal, 15 de abril de 1959) é um jurista brasileiro, ex vice-procurador-geral da República do Brasil e professor do Centro de Ciências Jurídicas da Universidade Federal da Paraíba.
É bacharel em direito pela Universidade Federal da Paraíba, mestre em direito pela Universidade de Londres (School of Oriental and African Studies - 1995; dissertação 'Os Direitos dos Ciganos sob as Leis da Inglaterra e sob as Leis do Brasil') e doutor em direito pela Universidade Federal de Pernambuco (2006; tese 'Do Controle Judicial da Tortura Institucional no Brasil').
Em 22 de agosto de 2017, foi nomeado vice-procurador-geral da República pela procuradora-geral da República, Raquel Dodge. Desde 2012, Maia é subprocurador-geral da República, onde atua perante as 5ª e 6ª turmas do Superior Tribunal de Justiça, que julgam processos criminais.
É primo de José Agripino Maia, presidente nacional do Democratas (DEM) e senador pelo estado do Rio Grande do Norte.